# Alchemilla auriculata
Alchemilla auriculata es una especie de planta del género Alchemilla, perteneciente a la familia Rosaceae.

## Taxonomía
Alchemilla auriculata fue descrita por Juz. en 1954.

## Distribución
Se encuentra en el territorio noreste de Europa hasta el oeste de Siberia.